# The Call of the Wild (film fra 1908)
 For alternative betydninger, se The Call of the Wild. (Se også artikler, som begynder med The Call of the Wild)
The Call of the Wild er en amerikansk stumfilm fra 1908 af D. W. Griffith.

## Medvirkende
- Charles Inslee som George Redfeather.
- Harry Solter som Penrose
- Florence Lawrence som Gladys Penrose.
- George Gebhardt.
- John R. Cumpson.